# 櫻號列車

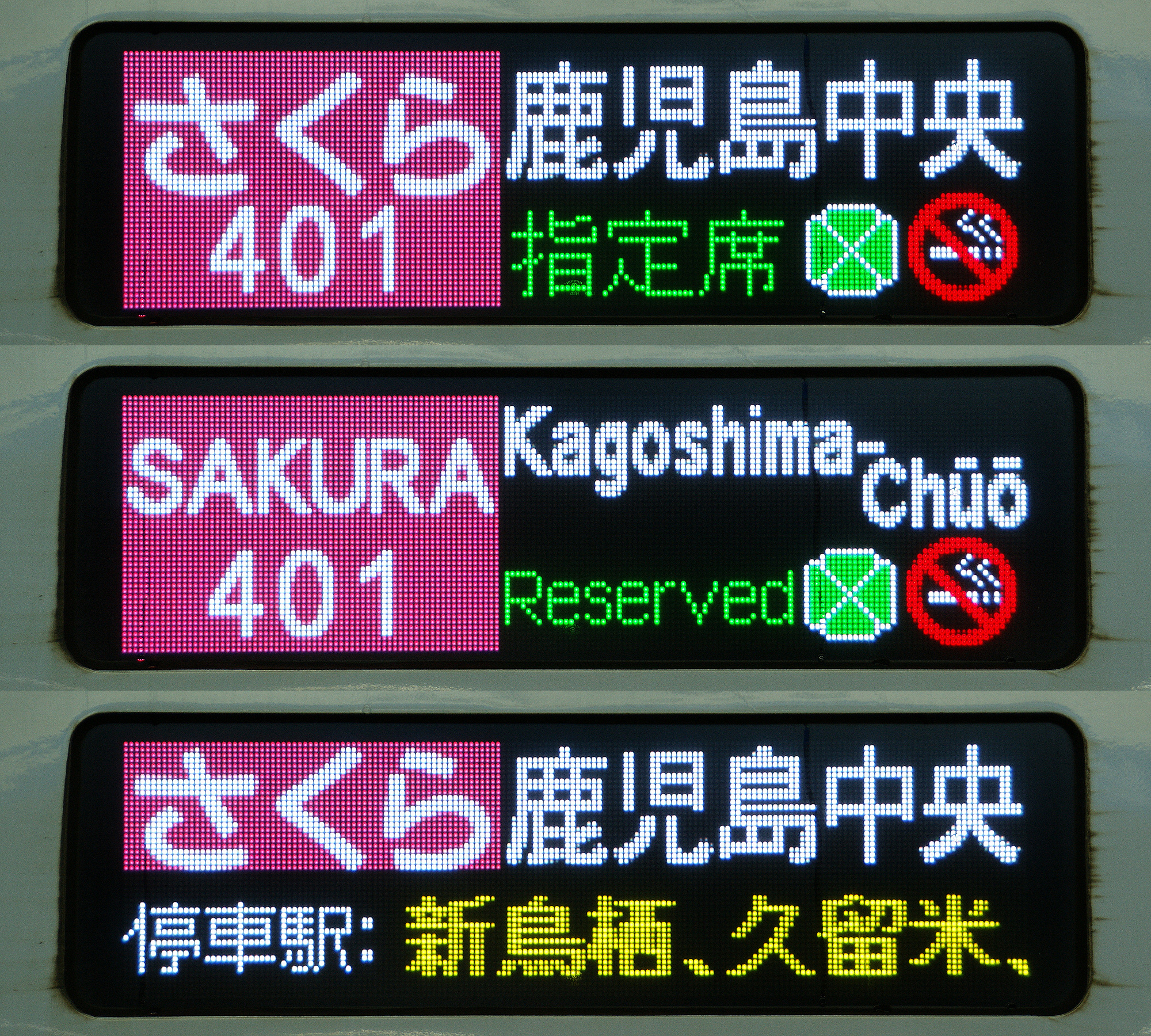
列車外側的「櫻花號」顯示牌。

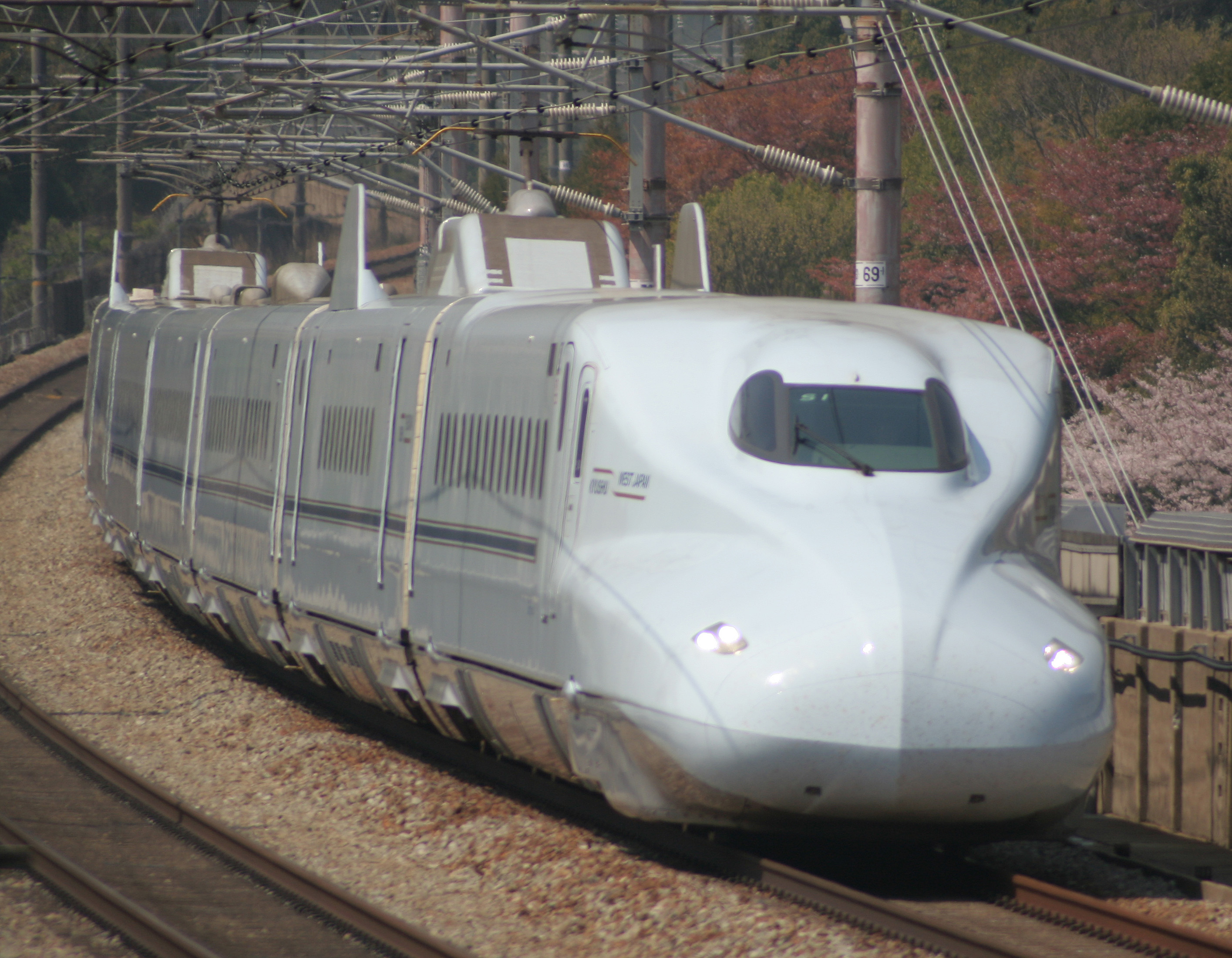
新幹線N700系7000番台「櫻花」S1編組，於2009年時在山陽新幹線岡山 — 相生間路段上進行試車。

「櫻花」（日语： Sakura */?）是在九州旅客鐵道（JR九州）九州新幹線和西日本旅客鐵道（JR西日本）山陽新幹線上直通運行的快速列車，運行區間為新大阪至鹿兒島中央，是2011年3月時配合九州新幹線全線通車而增設的列車等級。所屬的線路顏色為粉紅色（■）。

## 簡介
九州新幹線還在興建期間時，JR九州及JR西日本便為將來運行的列車名稱進行公開徵求活動。活動於2008年10月20日至11月20日舉行。最後，「櫻花」這個名稱以7,927票當選。
2011年3月12日，九州新幹線正式開通，並在同日起開始與山陽新幹線進行直通運行。為了慶祝通車原本有安排開業儀式，但因東日本發生地震而取消。。
「櫻花」號是九州新幹線系統中第二高的車等，僅次於最高級的「瑞穗」，其定位相當於山陽新幹線系統中的「光」號（日语：ひかり）或「光號鐵路之星」（日语：ひかりレールスター）。開行後，即大量取代山陽新幹線的「光」號班次。

## 歷史
2011年3月12日－時刻表修正後，九州新幹線全線正式開通，並在同日起和山陽新幹線進行直通運行，「櫻花」正式開始營運。九州新幹線直通山陽新幹線為11對，九州新幹線內行走為16對，另外有博多站至熊本站為7對。                       
2012年3月17日－時刻表修正後，九州新幹線直通山陽新幹線由11對增加至18對。由於九州新幹線直通山陽新幹線班次增加，九州新幹線內行走(博多站至鹿兒島中央站)由16對減少至10對。

## 使用車輛

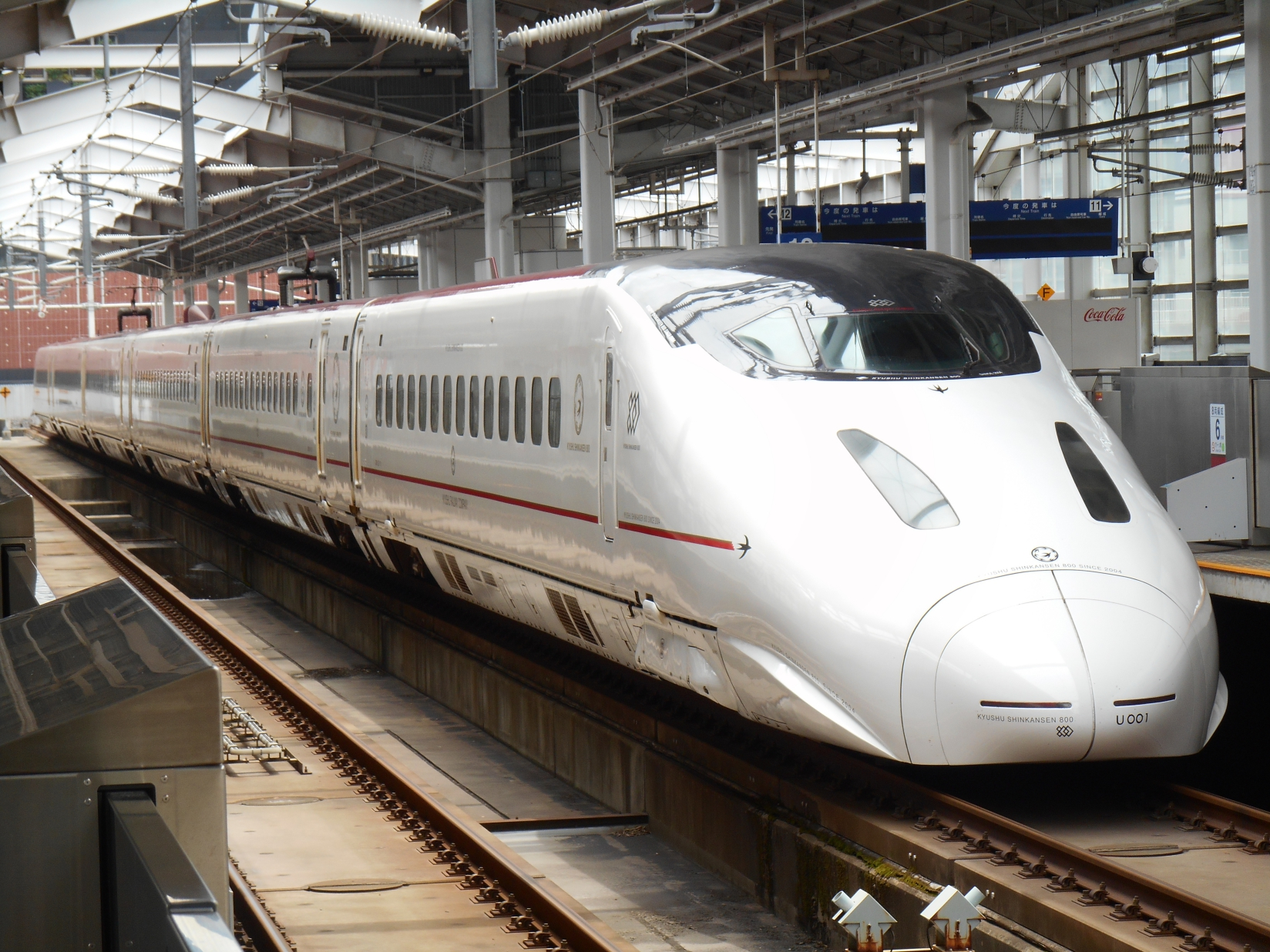
少數只行駛九州新幹線區間的櫻花號班次以800系行駛

櫻花號列車主要使用的車輛有三款，分別是N700系7000番台（隸屬於JR西日本）、8000番台（隸屬於JR九州）和800系（隸屬於JR九州）。其中N700系主要是使用在山陽、九州新幹線直通的班次，而800系則是使用在往返於博多至鹿兒島中央路段上的班次。
而在九州新幹線全線通車前夕，JR九州亦研究以800系開行鹿兒島中央-新山口區段的櫻花號班次，並曾於2011年1月尾進行試車，但計劃最後取消。